# Live in Aachen 1970
A Live in Aachen 1970 a Deep Purple koncertalbuma. A felvétel 1970. július 11-én készült Aachenben. A lemez első kiadása a Space Vol 1 & 2 nevet viselte.

## Számok listája
1. Wring That Neck – 20:36
2. Black Night – 06:00
3. Paint It Black – 11:42
4. Mandrake Root – 33:37

## Előadók
- Ian Gillan – ének
- Ritchie Blackmore – gitár
- Roger Glover – basszusgitár
- Jon Lord – billentyűk
- Ian Paice – dob